# Laços de Família
Laços de Família ist eine brasilianische Telenovela, die zwischen dem 5. Juni 2000 und dem 2. Februar 2001 vom Sender Rede Globo erstmals ausgestrahlt wurde. Die brasilianische Originalversion umfasst 209, die internationale, beispielsweise in Portugal ausgestrahlte, 150 Folgen. Die Drehbücher für die Telenovela wurden von Manoel Carlos in Zusammenarbeit mit Maria Carolina, Vinícius Vianna, Flávia Lins e Silva und Fausto Galvão geschrieben. Regie führten Moacyr Góes und Leandro Neri. Produzenten waren Ricardo Waddington, Rogério Gomes und Marcos Schechtman.
Die Hauptrollen verkörperten die Schauspielerinnen Vera Fischer und Carolina Dieckmann sowie die Schauspieler Reynaldo Gianecchini, José Mayer und Tony Ramos. Die Schauspielerin Deborah Secco war die Hauptgegenspielerin.

## Handlung
Helena ist eine 45-jährige Geschäftsfrau, die in einem Viertel von Leblon lebt und der eine Schönheitsklinik gehört. Sie ist in einen Autounfall mit dem 25-jährigen frischgebackenen Arzt Edu verwickelt. Als sie zum Jahreswechsel ins Jahr 2000 zur Leistung von Erster Hilfe von Edu in den Buchladen von Miguel gebracht wird, verliebt sich Miguel in sie.

## Hauptdarsteller
| - Vera Fischer: Helena Lacerda - Carolina Dieckmann: Camila Lacerda Ferreira - Deborah Secco: Íris Frank Lacerda Mendes - Reynaldo Gianecchini: Edu (Eduardo de Albuquerque Monteiro Fernandes) - José Mayer: Pedro Marcondes Mendes - Tony Ramos: Miguel Soriano - Marieta Severo: Alma Flora Pirajá de Albuquerque - Giovanna Antonelli: Capitu - Luigi Baricelli: Fred (Frederico Lacerda Ferreira) - Regiane Alves: Clara Ferreira - Júlia Almeida: Estela de Albuquerque Monteiro Fernandes - Alexandre Borges: Danilo - Helena Ranaldi: Cíntia - Lília Cabral: Ingrid Frank Lacerda - Soraya Ravenle: Yvete - Zé Victor Castiel: Viriato | - Carla Díaz: Rachel - Flávio Silvino: Paulo Soriano - Júlia Feldens: Ciça Soriano, - Leonardo Villar: Paschoal - Paulo Zulu: Romeo - Walderez de Barros: Ema - Thalma de Freitas: Zilda - Daniel Boaventura: Alex - Umberto Magnani: Eládio - Marly Bueno: Olívia - Paulo Figueiredo: Rodrigo - Xuxa Lopes: Glória Azambuja - Juliana Silveira: Patty - Beatriz Lyra: Cleyde - Yara Lins: Nilda Soriano - André Valli: Onofre | - Denise Sartori: Ofélia - Cléa Simões: Irene - Henri Pagnoncelli: Orlando - Monique Curi: Antônia - Cynthia Benini: Isabel - Juliana Paes: Rita - Mônica Siedler: Socorro - Flávia Guimarães: Ana - Arlete Heringer: Marta - Fernando Torres: Alécio Lacerda - Eliete Cigarini: Sílvia Mendes - Lavínia Vlasak: Luíza - Max Fercondini: Fábio - Xando Graça - Alby Ramos: Bira |

## Internationale Ausstrahlung
- Argentinien – Telefe 2003
- Russland – Channel One (Russia) 2002
- Ukraine – 2001/2002
- Aserbaidschan – Lider TV 2001/2002
- Rumänien – 2002
- Bulgarien – 2002/2003
- Polen – 2001/2002
- Portugal – 2001
- Vereinigte Staaten – 2001/2002
- Türkei – 2002/2003
- Mauritius – 2002/2003
- Serbien – 2001/2002

## Soundtrack
Der Soundtrack der Telenovela wurde beliebt und erhielt den Zuspruch der Kritiker für seine brasilianischen Bossa-Nova-Klassiker und die aktuellen englischsprachigen Pop- und Countrymusik. In vielen Fällen waren die Lieder mit einigen Figuren der Telenovela verbunden und bildeten die Hintergrundmusik, wenn sie in der Fernsehserie auftraten.
- Corcovado, dargeboten von Astrud Gilberto und João Gilberto (Titelmelodie)
- I'll Try, dargeboten von Alan Jackson (in Verbindung mit Pedro)
- Breathe, dargeboten von Faith Hill (in Verbindung mit Cintia)
- Man! I Feel Like a Woman!, dargeboten von Shania Twain (in Verbindung mit Cintia)
- Samba de verão, dargeboten von Caetano Veloso (in Verbindung mit Helena und Edu, manchmal auch mit Camila)
- So Nice (Summer Samba), dargeboten von Bebel Gilberto (in Verbindung mit Camila und Edu)
- Balada do Amor Inabalavel, dargeboten von Skank (in Verbindung mit Edu besonders, wenn er die Küste von Rio de Janeiro entlangfährt)
- Baby, dargeboten von Os Mutantes (in Verbindung mit Camila and Helena)
- Rome Wasn't Built in a Day, dargeboten von Morcheeba (in Verbindung mit Iris)
- Love By Grace, dargeboten von Lara Fabian (in Verbindung mit Camila, als sie an Krebs erkrankt und ihr Kind verliert)
- Spanish Guitar, dargeboten von Toni Braxton (in Verbindung mit Capitu und Fred)
- The Look of Love, dargeboten von Dusty Springfield (in Verbindung mit Alma)
- Let's Face the Music and Dance, dargeboten von Diana Krall (in Verbindung mit der Stadt Rio de Janeiro)
- Gotta Tell You, dargeboten von Samantha Mumba (in Verbindung mit Estela)
- When I Fall in Love, dargeboten von Rick Astley (in Verbindung mit Paulo)
- Gatas Extraordinárias, dargeboten von Cássia Eller (in Verbindung mit Danilo)